# Cryptochilus
Cryptochilus is een geslacht met vier tot tien soorten orchideeën uit de onderfamilie Epidendroideae.
Het zijn epifytische of lithofytische orchideeën met lange aren met kleine, buisvormige bloemen uit de hooglanden van India, Nepal, China en Zuidoost-Azië.

## Naamgeving enetymologie
- Synoniem: Xiphosium Griff. (1845)
- Engels: Hidden Lip orchid

De botanische naam Cryptochilus is een samenstelling van Oudgrieks κρυπτός, kruptos (verborgen) en χεῖλος, cheilos (lip), wat slaat op de onopvallende bloemlip van dit geslacht. Ook de Engelstalige naam heeft deze betekenis.

## Kenmerken
Cryptochilus-soorten zijn epifytische of lithofytische planten. De bloemen zitten in een langgerekte tros en zijn klok- of buisvormig, met vergroeide kelkbladen met vrije en puntige top. De kroonbladen zijn vrij. De bloemlip is ongedeeld en aan de basis vergroeid met de korte voet van het gynostemium. De enige meeldraad draagt acht pollinia.

## Habitaten verspreiding
Cryptochilus-soorten groeien op mossige bomen in schaduwrijke, vochtige montane loofwouden, voornamelijk in de oostelijke Himalaya, India, Nepal, China, Vietnam, Thailand en Myanmar.

## Taxonomie
Het geslacht telt naargelang de gevolgde taxonomie vier tot tien soorten. De typesoort is Cryptochilus sanguineus.

### Soortenlijst
- Cryptochilus carinatus  (Gibson), ined.
- Cryptochilus ctenostachyus  Gagnep. (1932)
- Cryptochilus luteus  Lindl. (1859)
- Cryptochilus petelotii  Gagnep. (1932)
- Cryptochilus roseus  (Lindl.) ined.
- Cryptochilus sanguineus  Wall. (1824)